# Anni 1890
Gli anni 1890 sono il decennio che comprende gli anni dal 1890 al 1899 inclusi.

## Eventi, invenzioni e scoperte

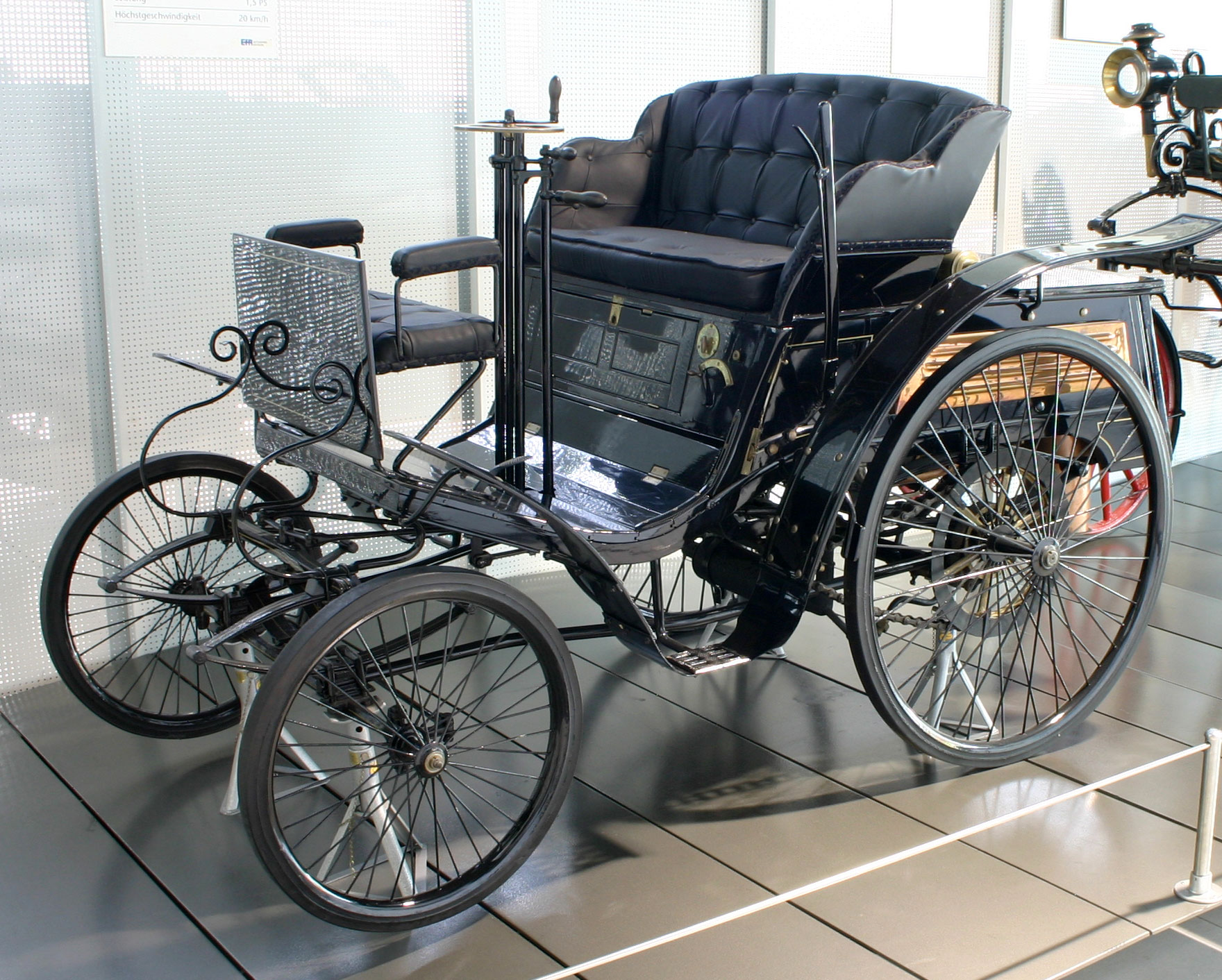
Una Benz Patent Motorwagen "Velo"

- Ad Auvers-sur-Oise il 29 luglio 1890 muore suicida il grande pittore Vincent van Gogh.
- 1891: Whitcomb Judson inventa la cerniera lampo.
- Decadentismo
- 2 giugno 1894: Fa la sua prima apparizione The Yellow Kid, considerato il primo fumetto della storia.
- 19 marzo 1895: in Francia viene girata la prima pellicola cinematografica con il film intitolato L'uscita dalle officine Lumière, creata dai Fratelli Lumiére inventori del primo Proiettore cinematografico. Dando alla luce successivamente l'era del Cinema.
- A Londra nel 1897 il fisico italiano Guglielmo Marconi brevetta la radio.
- 1898: Pierre Curie e Marie Curie scoprono il radio.
- Guerra di Abissinia.
- Affare Dreyfus
- Belle Époque
- 1896: prime Olimpiadi dell'Era moderna ad Atene

## Personaggi
- Fratelli Lumiére
- Vincent van Gogh
- Alfred Dreyfus
- Pierre de Coubertin
- Benjamin Harrison
- Grover Cleveland
- William McKinley
- Papa Leone XIII
- Regina Vittoria
- Dīmītrios Vikelas
- Giorgio I di Grecia
- Alfonso XIII di Spagna